# Sofja Kowalewska
Sofja Wasiljewna Kowalewska, ros. Софья Васильевна Ковалевская (ur. 3 stycznia?/15 stycznia 1850 w Moskwie, zm. 29 stycznia?/10 lutego 1891 w Sztokholmie) – rosyjska matematyczka, pisarka i tłumaczka. Jej mężem był paleontolog Władimir Kowalewski.

## Życiorys
Urodziła się w arystokratycznej rodzinie pochodzenia polskiego jako córka Wasilija Wasiljewicza Krukowskiego i Jelizawiety Fiodorowny Szubert. Wasilij Wasiljewicz Krukowski był oficerem osiadłym w Polibinie na Litwie. Pradziadkiem Sofji Kowalewskiej był astronom i kartograf Friedrich Theodor Schubert.
Według relacji Kowalewska zainteresowała się matematyką za sprawą notatek jej dziadka Michaiła Ostrogradskiego. Jedenastoletnia Kowalewska bezskutecznie próbowała zrozumieć notatki poświęcone rachunkowi różniczkowemu, które posłużyły jako tapeta w jej pokoju. Jej pierwszym nauczycielem matematyki był Józef Malewicz, który uczył jej arytmetyki, geometrii elementarnej i algebry. Następnie dzięki Nikołajowi Tyrtowowi, który podarował jej rodzinie swój autorski podręcznik do fizyki, zainteresowała się trygonometrią. Za sprawą Tyrtowa ojciec Kowalewskiej pozwoli jej naukę matematyki w Sankt Petersburgu. Tam uczyła się m.in. rachunku różniczkowego i geometrii analitycznej u boku Aleksandra Strannoiubskiego, studenta Tyrtowa.
W Petersburgu nawiązała kontakt z nihilistami. W 1868 poślubiła Władimira Kowalewskiego, późniejszego profesora paleontologii na Uniwersytecie Moskiewskim. Było to fikcyjne małżeństwo, które umożliwiło jej studiowanie, gdyż zgodnie z ówczesnym prawem potrzebowała zgody ojca lub męża na wyjazd z Rosji bądź naukę na uniwersytecie.
Po ślubie wyjechała z mężem do Heidelbergu. Po kilku latach przeprowadziła się do Berlina, gdzie prywatnych lekcji udzielał jej Karl Weierstraß. Mając jego rekomendację, po kilku latach napisała pracę doktorską poświęconą równaniom różniczkowym, a także dwie inne prace poświęcone matematyce. Jedna z nich pt. Zusätze und Bemerkungen zu Laplace’s Untersuchungen über die Gestalt der Saturnringe była poświęcona kształtowi i stabilności pierścieni Saturna.
W 1874 Uniwersytet w Getyndze przyznał jej tytuł doktorski. Tym samym Kowalewska została pierwszą kobietą w historii, która otrzymała ten stopień naukowy.
W 1878 urodziła córkę Sofję. Po samobójczej śmierci Władimira Sofja Kowalewska wraz z córką wyjechały do Niemiec. Nie mogąc znaleźć pracy przez antyfeministyczne środowisko naukowe, Sofja Kowalewska udała się z córką się do Szwecji. Tam za sprawą matematyka Magnusa Göstę Mittag-Lefflera Kowalewska uzyskała posadę na Uniwersytecie Sztokholmskim, gdzie wykładała matematykę i literaturę. W 1884 jako pierwsza kobieta na świecie objęła stanowisko profesora. Rok później objęła funkcję dziekana Wydziału Matematyki.
W 1888 przystąpiła do organizowanego przez Francuską Akademię Nauk konkursu na dostarczenie nowych informacji na temat ruchu sztywnego ciała poruszającego się wokół danego punktu oraz będącego pod wpływem siły ciężkości. Zwycięzca konkursu otrzymywał nagrodę o wartości 3 tys. franków. Wraz z Kowalewską do konkursu przystąpiło czternastu innych matematyków. Kowalewska wygrała konkurs, a jury doceniając wysoki poziom pracy podniosła wartość nagrody do 5 tys. franków. Wcześniej rozwiązania tego problemu podali Leonhard Euler i Joseph Louis Lagrange. Trzecie i ostatnie to bąk Kowalewskiej.
W 1890 na łamach „Journal de Crelle” opublikowała artykuł pt. Zur Theorie der Partiellen Differentialgleichung, w którym opisała twierdzenie dotyczące liniowych układów równań różniczkowych cząstkowych, które spełniają określone warunki oraz istnienia ich analitycznych rozwiązań. Równanie to jest zostało później nazwane twierdzeniem Cauchy’ego–Kowalewskiej. Artykuł na temat tego twierdzenia opublikowała jako frau Sophie von Kovalevski.
Była członkinią Cesarskiej Akademii Nauk.
Za życia zajmowała się również literaturą. Napisała autobiografię Wspomnienia z dzieciństwa oraz dwie nowele. Zajmowała się również tłumaczeniem. Na język rosyjski przetłumaczyła większość dzieł Charlesa Darwina.
Przyjaźniła się z Anną Mittag-Lefferową, siostrą Magnusa Gösty. Po śmierci Sofji Anna napisała jej biografię. Przyjaciółmi Kowalewskiej byli również: Charles Hermite, Charles-Émile Picard, Henri Poincaré, Pafnutij Czebyszew, Fiodor Dostojewski, Thomas Henry Huxley, Charles Darwin, Robert Bunsen, George Eliot, Fridtjof Nansen, Alfred Nobel, Julia Lermontowa, Herbert Spencer, Hermann von Helmholtz, Henrik Ibsen, Dmitrij Mendelejew, Gustav Kirchhoff.
W 1891 związała się z dalekim kuzynem. Po spędzeniu wakacji we Francji para wróciła do Szwecji. Podczas podróży powrotnej Kowalewska zachorowała na zapalenie płuc, które przyczyniło się do jej śmierci (według innego źródła zmarła na grypę). Pochowano ją na cmentarzu Norra begravningsplatsen. Fakt został zignorowany przez rosyjskiego ministra Spraw Wewnętrznych, który miał lekceważąco powiedzieć, że śmierć Kowalewskiej nie jest warta komentarza, gdyż za życia była nihilistką.
Po śmierci Kowalewskiej jej córka została przysposobiona przez Julię Lermontową.

## Upamiętnienie
Na jej cześć nazwano planetoidę (1859) Kovalevskaya oraz krater księżycowy Kovalevskaya.
Sofija Kowalewska jest bohaterką opowiadania Alice Munro Zbyt wiele szczęścia opublikowanego w 2009 (w Polsce w 2013).